# 27 серпня
27 серпня— 239-й день року (240-й у високосні роки) у григоріанському календарі. До кінця року залишається 126 днів.

## Свята і пам'ятні дні

### Міжнародні
- Всесвітній день прощення.
- Всесвітній день проти викорінення видів.

### Національні
- Молдова: День Незалежності (1991)
- Іран: День фармацевта.

### Релігійні

#### Християнство
Католицизм
- День Святої Моніки.
- День Святого Цезарія з Арля.
- День Белзької Божої Матері.
- День Святої Марії від Розіп'ятого Ісуса.

Православ'я
- Преподобного Пімена Великого.
- Преподобних священномучеників Кукші й учня його мученика Никона, Пімена, посника, Києво-Печерських, в Ближніх печерах.
- Святителя Осії, сповідника, єпископа Кордувійського.
- Святителя Ліверія, сповідника, папи Римського.
- Преподобного Пімена Палестинського.
- Мучениці Анфіси.
- Преподобного Сави.

## Іменини
Анфіса, Сава.

## Події
- 1672 — об'єднана українсько-османсько-кримська армія, яку очолювали гетьман Петро Дорошенко, османський сулан Мегмед IV і кримський хан Селім-Гірей, здобула фортецю Кам'янець (Кам'янець-Подільський) і вирушила на Галичину.
- 1689 — підписання першого московсько-китайського договору (Нерчинський договір).
- 1783 — перший політ шарльєра — аеростата з оболонками, наповненими воднем.
- 1813 — Дрезденська битва, перемога Наполеона над союзною російсько-пруссько-австрійською армією.
- 1831 — Варшава капітулювала перед військами фельдмаршала Паскевича, фактично поклавши край Листопадовому повстанню 1831 року.
- 1859 — свердловина, пробурена Едвіном Дрейком у штаті Пенсільванія, дала першу нафту. Це була перша нафтова свердловина, технологія буріння якої знайшла широке розповсюдження. Цей день вважають початком «нафтової ери».
- 1913 — о 18 годині 10 хвилин Нестеров на літаку «Ньєпор»-IV піднявся над київським Сирецьким військовим літовищем і на висоті 600 метрів уперше в світі здійснив знамениту «мертву петлю», що згодом стала називатися «петлею Нестерова».
- 1916 — Румунське королівство оголосило війну Австро-Угорщині.
- 1919 — під час наступу на Київ Армія УНР звільнила Житомир, Білу Церкву та Васильків.
- 1929 — у СРСР уведена «непрерывка»: був ліквідований семиденний тиждень, замість її уведена п'ятиденка — 5 робочих днів, один вихідний.
- 1934 — ухвалено постанову про заборону знищення лісу в 50-кілометровій зоні навколо Києва.
- 1938 — в Римі відбувся Другий Великий Збір Українських Націоналістів, який офіційно затвердив Андрія Мельника на посаді голови Проводу Українських Націоналістів (лідера ОУН)
- 1939 — відбувся перший у світі політ реактивного літака. Це був He-178 німецького авіаконструктора Ернста Гайнкеля.
- 1955 — вийшло перше видання Книги рекордів Гіннеса.
- 1957 — проведені перші випробування радянської балістичної ракети Р-7.
- 1959 — у СРСР прийнята постанова про нагородження випускників шкіл медалями.
- 1977 — на Чорнобильській АЕС запустили в дію 1-й енергоблок.
- 1991 — проголошення незалежності Молдови.
- 2007 — ухвалено Відозву української інтелігенції з приводу спорудження пам'ятників російській імператриці Катерині.

## Народились
Дивись також Категорія:Народились 27 серпня
- 1407 — Асікаґа Йосікадзу, 5-й сьоґун сьоґунату Муроматі.
- 1770 — Георг Вільгельм Фрідріх Гегель, німецький філософ.
- 1856 — Іван Франко, письменник, один з найвизначніших духовних провідників України, вчений, громадсько-політичний діяч, публіцист.
- 1865 — Чарлз Дауес, державний діяч США, підприємець і військовий, лавреат Нобелівської премії миру (1925).
- 1871 — Теодор Драйзер, американський письменник і громадський діяч.
- 1890 — Ман Рей, французький та американський художник, фотограф і кінорежисер.
- 1894 — Казимир Вежинський, польський поет.
- 1902 — Юрій Яновський, український письменник.
- 1908 — Ліндон Б. Джонсон, 36 Президент США (1963—1969).
- 1930 — Віктор Абалакін, радянський астроном, доктор фізико-математичних наук, член-кореспондент АН СРСР.
- 1941 — Богдан Ступка, український актор театру і кіно.
- 1941 — Сезарія Евора, всесвітньовідома кабовердійська співачка, знана також як «Босонога діва».
- 1975 — Чьон Сай Хо, гонконгський футболіст, автор одного з найшвидших голів в історії футболу.
- 1976 — Марк Веббер, австралійський автогонщик, пілот Формули-1.
- 1983 — Джамала, українська співачка й акторка кримськотатарського та вірменського походження. Народна артистка України, переможниця Євробачення-2016.

## Померли
Дивись також Категорія:Померли 27 серпня
- 1576 — Тіціан Вечелліо, італійський (венеційський) живописець
- 1635 — Лопе де Вега, іспанський драматург (* 1562).
- 1647 — П'єтро Новеллі, італійський художник і архітектор; відомий за прізвиськом Монреалезе.
- 1664 — Франсіско де Сурбаран, іспанський живописець, представник севільської школи.
- 1727 — Арт де Ґелдер, голландський живописець, останній та найбільш вірний учень Рембрандта.
- 1883 — Олексій Савич, український астроном і геодезист
- 1938 — Теодор Аксентович, польський художник вірменського походження. Створив численні портрети і жанрові картини на українську тематику.
- 1949 — Уемура Сьоен, японська художниця.
- 1958 — Ернест Орландо Лоуренс, американський фізик, творець першого циклотрона (за що був удостоєний Нобелівської премії 1939 року).
- 1965 — Ле Корбюзьє, архітектор і теоретик архітектури швейцарського походження (* 1887).
- 1969 — Еріка Манн, німецька актриса, письменниця і журналістка. Старша дочка письменника Томаса Манна.
- 1990 — Стіві Рей Вон, американський гітарист, співак, автор і продюсер.